# Otto Wagner junior
Otto Wagner junior (* 28. August 1864 in Wien; † 28. August 1945 in Pfarrkirchen, Bayern) war ein österreichischer Architekt.

## Leben
Geboren als Otto Emmerich Rudolf Paupie, Sohn des bekannten Architekten Otto Wagner (1841–1918) und der Sofie Anna Paupie (1840–1912), wurde Otto Wagner junior mit 18 Jahren von  seinem Vater legitimiert.
Trotz persönlicher Konflikte mit ihm folgte er dem beruflichen Vorbild des Vaters, wenn er auch an dessen große Erfolge nicht anschließen konnte. Er studierte an der Technischen Hochschule Wien und arbeitete zeitweise im Büro des Vaters mit. Dem Architektenlexikon des Architekturzentrums Wien zufolge betrachtete Wagner sen. seinen Sohn als Nachfolger und betraute ihn in seinem Testament mit der Weiterführung seines Ateliers; der Sohn habe das Atelier aber auf Grund der allgemein sehr schwierigen wirtschaftlichen Lage nach dem Ersten Weltkrieg geschlossen. Wagner jun. war 1895–1920 in Wien und Berlin, 1920–1927 vornehmlich in Graz (bis zu dessen Konkurs Direktor eines Wohnungsfürsorgevereins), danach wieder vorwiegend in Wien und Deutschland tätig, ohne größere Aufträge zu erhalten. Gegen Ende des Zweiten Weltkriegs flüchtete er aus Wien nach Bayern, wo er im 81. Lebensjahr gestorben ist.
Otto Wagner junior heiratete 1898 Paula Aloisia Schmeidler (1873–1953), die Ehe wurde aber später getrennt. Die beiden hatten eine Tochter, Paula Wagner (1899–1974), die den renommierten Wiener Kunsthistoriker Ludwig Baldass heiratete.

## Werk
| Foto |                 | Baujahr   | Name                                              | Standort                                                    | Beschreibung | Metadaten |
| ---- | --------------- | --------- | ------------------------------------------------- | ----------------------------------------------------------- | --- | --- |
| ja   | Datei hochladen | 1899      | Villa                                             | Wien 12, Kaulbachstraße 20 Standort                         | verändert Wagner jun. entwarf 1899 eine Villa im 12. Bezirk, Bezirksteil Hetzendorf, Kaulbachstraße 20. Die Straße wurde bis 1920, vermutlich nach Erzherzogin Marie Valerie von Österreich, Tochter von Kaiser Franz Joseph I., Valeriecottage genannt; das Haus wurde später umgebaut. Anmerkung: ehemals Valerie Cottage, umgebaut | P84(Architekt):Otto Wagner junior P131(Ort):Wien Region-ISO:AT-9                                                            |
| ja   | Datei hochladen | 1900      | Innengestaltung Hotel Bristol Warschau · Wikidata | ul. Krakowskie Przedmieście 42/44, 00-325 Warszawa Standort | → Hauptartikel : Hotel Bristol (Warschau) f1 | P84(Architekt):Otto Wagner, Władysław Marconi, Tadeusz Stryjeński, Franciszek Mączyński P131(Ort):Warschau Region-ISO:PL-14 |
| ja   | Datei hochladen | 1901      | Villa Schmeidler HERIS-ID: 41147 Objekt-ID: 41591 | Wien 13, Schlossberggasse 14 Standort                       | Der Bau der denkmalgeschützten Villa Schmeidler im Bezirksteil Hacking des 13. Bezirks, 1901, geht auf seine 1898 geschlossene Ehe mit Paula Aloisia Schmeidler zurück. Die frühsezessionistische Villa an der Adresse Schlossberggasse 14 ist deutlich vom Vorbild des schottischen Architekten Charles Rennie Mackintosh beeinflusst. | P84(Architekt): P131(Ort):Hietzing Region-ISO:AT-9                                                                          |
| ja   | Datei hochladen | 1902      | Miethaus                                          | Wien 4, Alois-Drasche-Park 9 / Radeckgasse 1–3 Standort     | Die Ausführung der beiden Objekte direkt am Park übertrug Wagner jun. Carl Holzmann, der für einen anderen Bauherrn die Häuser Alois-Drasche-Park 6 und 7 entwarf und ausführte. Otto Wagner juniors größtes Projekt waren vier Häuser im südöstlichen Teil der Umbauung des Alois-Drasche-Parks im 4. Wiener Gemeindebezirk mit mehrgeschossigen bürgerlichen Mietwohnhäusern; er war bei allen vier Parzellen Bauherr und Entwerfer der Objekte. Das Areal war kurz vor 1900 parzelliert worden; 1898 wurde amtlich der Alois-Drasche-Platz benannt, 1899 wurde die Benennung auf Park geändert. Man hatte sich nämlich – eine Besonderheit für Wien – in der Stadtverwaltung entschlossen, zwischen den direkt am Park zu bauenden Häusern und der Grünanlage keine Fahrbahnen vorzusehen, die querenden Gassen beim Park zu unterbrechen und den Park zur Gänze verkehrsfrei zu halten. Die Zulieferung zu diesen Häusern muss(te) daher über deren zweite, an befahrbaren Gassen liegende Trakte erfolgen. | P84(Architekt): P131(Ort):                                                                                                  |
| ja   | Datei hochladen | 1902      | Miethaus                                          | Wien 4, Alois-Drasche-Park 8 / Schelleingasse 46 Standort   | Die Ausführung der beiden Objekte direkt am Park übertrug Wagner jun. Carl Holzmann, der für einen anderen Bauherrn die Häuser Alois-Drasche-Park 6 und 7 entwarf und ausführte. | P84(Architekt): P131(Ort):                                                                                                  |
| ja   | Datei hochladen | 1902–1904 | Miethaus                                          | Wien 4, Schelleingasse 42 / Johann Strauß-Gasse 42 Standort | Die Bauten an der Schelleingasse führte Karl Riess im Auftrag des Bauherrn aus. | P84(Architekt): P131(Ort):                                                                                                  |
| ja   | Datei hochladen | 1902–1904 | Miethaus                                          | Wien 4, Schelleingasse 44 Standort                          | Die Bauten an der Schelleingasse führte Karl Riess im Auftrag des Bauherrn aus. | P84(Architekt): P131(Ort):                                                                                                  |
| BW   | Datei hochladen | 1904–1905 | Miethaus                                          | Wien 19, Glatzgasse 9 / Lichtenwerderplatz Standort         | | P84(Architekt): P131(Ort):                                                                                                  |